# Harakmbut-Sprachen
Harakmbut (auch: Harakmbet; Hate) ist die Bezeichnung einer indigenen südamerikanischen Sprachfamilie, die aus nur zwei Einzelsprachen besteht:
- Amarakaeri (ca. 500 Sprecher, Stand von 1987; Sprachcode nach ISO 639-3: [amr])
- Huachipaeri (ca. 310 Sprecher, Stand von 2000; Sprachcode: [hug])

Beide Sprachen werden im Südosten von Peru in den Regionen Madre de Dios und Cusco gesprochen. Huachipaeri zerfällt in mehrere Dialekte.
Es handelt sich um Akkusativsprachen mit der Grundwortstellung Subjekt-Objekt-Verb (SOV).

## Erhaltungsbedürftiges immaterielles Kulturerbe
Nur noch zwölf Personen kannten 2011 Eshuva, die zeremoniellen Lieder des Huachipaeri-Volkes in Harakmbut. Sie sollen von den Tieren und der Natur stammen und werden als Gebete zur Heilung, aber auch bei Feiern gesungen. Daher wurden sie in die UNESCO-Liste des dringend erhaltungsbedürftigen immateriellen Kulturerbes aufgenommen.

## Weiterführende Literatur
- Heinrich A. Helberg Chávez: Skizze einer Grammatik des Amarakaeri. Dissertation, Tübingen 1984.
- Robert Tripp: Diccionario Amarakaeri-Castellano. (Wörterbuch, PDF) Yarinacocha 1995.